# Фінанси та кредит
Група «Фінанси та кредит» — фінансово-промислова група, лідерами якої на сьогодні є Костянтин Жеваго і Олексій Кучеренко.
До складу групи входять банк «Фінанси та Кредит», холдинг «АвтоКрАЗ», а також «Полтавський ГЗК», шинний завод «Валса», декілька підприємств фармацевтичної і хімічної промисловості Розквіт групи припав на 1999—2001 рр., коли вона вела агресивну політику, спрямовану на розширення бізнесу. Інтерес групи залучали регіональні енергетичні компанії, хімічні і металургійні підприємства. Загалом, класичний набір початкового періоду великої приватизації. Діяльність групи нерідко супроводжувалася гучними скандалами. Найвідомішим є випадок з «Луганськобленерго». Під час чергового візиту представників ФПГ на чолі з Костянтином Жеваго від серцевого нападу помер голова правління «Луганськобленерго» Михайло Поляков. Однак в останні два роки група почала здавати позиції. Вона втратила контроль над «Луганськобленерго» і «Одесаобленерго», і не змогла виграти ні однієї великої сутички за «ласі шматки» української промисловості. Так, у 2001 р. була програна боротьба за Запорізький алюмінієвий комбінат, Харцизький трубний завод, компанію «Рівнеазот», Львівський автозавод. У випадки з ЗАлКом, коли Зовнішньоторговельна фірма «КРАЗ» виграла приватизаційний конкурс, заплативши за виставлений на продаж пакет 68,01 % акцій більше 101,5 млн доларів, але не зуміла «переконати» ФДМ. Всі лобістські зусилля Олексія Кучеренко, який очолював тоді Запорізьку облдержадміністрацію, виявилися марними. Акції перейшли під контроль «АвтоВАЗінвеста», який заплатив на 30 з гаком мільйонів менше. Офіційний мотив усунення ВТФ «КРАЗ» — фірма не змогла надати банківську гарантію оплати названої суми. Через деякий час Олексій Кучеренко залишив пост запорізького губернатора, а в сферу інтересів конкурентів потрапив Полтавський ГЗК. На парламентських виборах 2002 року ФПГ змогла провести до Верховної Ради тільки Костянтина Жеваго. Олексій Кучеренко програв вибори по 220 виборчому окрузі в Києві кандидату від «Нашої України» Валерію Асадчеву.

## Зв'язок з підприємствами
За даними інтернет-видання proUA станом на 2010 рік Група «Фінанси та кредит» здійснює контроль над такими комерційними підприємствами, які входять до групи:
- Київсоюзшляхпроект, ПАТ
- Fevamotinico S.а.r.l.
- Укртехуглерод, ТОВ
- Сімферопольський завод авторулів, ВАТ
- Прогрес, ВАТ Бердичівська машинобудівний завод
- ФтаК Лізинг, ТОВ (Київ)
- Міжгалузева машинобудівна корпорація, ТОВ
- Ініціатор +, ТОВ
- Ворскласталь, ТОВ
- Vorskla Steel
- Кам'янець-Подільськавтоагрегат, ВАТ
- Зовнішньоторговельна фірма КрАЗ, ВАТ
- Донбасгеологія, ВАТ
- Луганськгеологія, ВАТ
- Lexgain Limited
- Collaton Limited
- Chalford Limited
- Dem DECOmetal Internat Trading
- Ферротранс, ДП
- Херсонський завод карданних валів, ВАТ
- Козельщинський завод керамзитового гравію, ВАТ
- Forster Group Managment Inc
- Агрібізнес, ТОВ (Київ)
- Univita Inc
- Гармоніка, ТОВ
- Ділові партнери, ЗАТ
- Ferrexpo Petroleum Holdings Limited
- Атол, ТОВ НПП
- Гемопласт, ВАТ
- Чисті метали, ВАТ
- Хімічні технології, ТОВ (Київ)
- Схід-Руда, ТОВ
- Салют, ВАТ Готель
- Mullready Ventures Limited
- Prize Financial Group LLC
- Skopski Legury
- ВАТ ХК АвтоКрАЗ
- Авторадіатор, ВАТ
- Ferrexpo UK Limited
- Феррекспо, ТОВ
- Полтавський автоагрегатний завод, ВАТ
- Ferrexpo AG
- Південний радіозавод, ВАТ
- Кременчуцький завод технічного вуглецю
- Білоцерківська теплоелектроцентраль, ВАТ
- Нафтохімімпекс, ТОВ
- Омега, ЗАТ СК
- F.C.I., ЗАТ
- Київмедпрепарат, ВАТ
- Галичфарм, ВАТ
- Стахановський завод технічного вуглецю, ВАТ
- Укренергозбут, ЗАТ
- Росава, ЗАТ
- Фінанси та кредит Ріелті, ЗАТ
- Фінанси та Кредит, ЗАТ СП
- Фінанси та Кредит, ВАТ Банк
- Полтавський гірничо-збагачувальний комбінат, ВАТ
- Мега-Моторс, ТОВ СП
- Веррона Плюс, ТОВ
- Валса, ВАТ
- FS Trading Limited
- Ukraine Value Opportunities Fund
- Lavoy Alliance Limited
- Стахановський вагонобудівний завод, ВАТ
- Київський суднобудівно-судноремонтний завод, ЗАТ
- Орендне підприємство № 113, ТОВ
- Промінек, ТОВ
- Магістр, ТОВ
- Затока, ВАТ Суднобудівний завод
- Артеріум, Корпорація
- Vostion Group LLC
- Луганськобленерго, ВАТ
- Асканія, ТОВ
- Кременчукм'ясо, ВАТ
- Фінанси та кредит Лекс, ТОВ ЮК
- Ужгородський Турбогаз, ВАТ
- Brown & Robbins LLC
- Міжрегіональна транспортна компанія, ТОВ (Київ)

З групою також були пов'язані такі підприємства:
- EastCoast United Inc.
- Newport Inc.
- Eurimex Corp.
- Statex Corp.

## Зв'язок з персонами
- Жеваго Костянтин Валентинович — здійснює контроль;
- Кучеренко Олексій Юрійович — входить до групи;
- Бабаєв Олег Мейданович — входив до групи.